# Ommatius fimbriatus
Ommatius fimbriatus là một loài ruồi trong họ Asilidae. Ommatius fimbriatus được Hardy miêu tả năm 1949. Loài này phân bố ở miền Australasia.